# Ortler SkiArena
L'Ortler SkiArena è un comprensorio sciistico che comprende gran parte delle stazioni sciistiche in provincia di Bolzano. Prende il nome dall'Ortles che in tedesco si scrive Ortler.
Le principali località del comprensorio sono:
- Solda
- Merano
- Belpiano